# Фоллс-Вілледж (Коннектикут)
Фоллс-Вілледж (англ. Falls Village) — переписна місцевість (CDP) в США, в окрузі Лічфілд штату Коннектикут. Населення — 383 особи (2020).

## Географія
Фоллс-Вілледж розташований за координатами 41°57′27″ пн. ш. 73°21′22″ зх. д. / 41.95750° пн. ш. 73.35611° зх. д. (41.957627, -73.356208).  За даними Бюро перепису населення США в 2010 році переписна місцевість мала площу 4,13 км², уся площа — суходіл.

## Демографія
Згідно з переписом 2010 року, у переписній місцевості мешкало 538 осіб у 286 домогосподарствах у складі 130 родин. Густота населення становила 130 осіб/км².  Було 336 помешкань (81/км²).
Расовий склад населення:
| - 98,3 % — білих - 0,7 % — чорних або афроамериканців - 0,2 % — азіатів |

До двох чи більше рас належало 0,6 %. Частка іспаномовних становила 2,0 % від усіх жителів.
За віковим діапазоном населення розподілялося таким чином: 15,6 % — особи молодші 18 років, 48,3 % — особи у віці 18—64 років, 36,1 % — особи у віці 65 років та старші. Медіана віку мешканця становила 55,5 року. На 100 осіб жіночої статі у переписній місцевості припадало 82,4 чоловіків;  на 100 жінок у віці від 18 років та старших — 73,9 чоловіків також старших 18 років.
Середній дохід на одне домашнє господарство  становив 84 253 долари США (медіана — 67 500), а середній дохід на одну сім'ю — 118 654 долари (медіана — 101 538). За межею бідності перебувало 9,9 % осіб, у тому числі 7,3 % дітей у віці до 18 років та 4,4 % осіб у віці 65 років та старших.
Цивільне працевлаштоване населення становило 252 особи. Основні галузі зайнятості: науковці, спеціалісти, менеджери — 19,4 %, роздрібна торгівля — 16,7 %, будівництво — 15,9 %.